# Nội soi đại tràng
Nội soi đại tràng (Colonoscopy) là một kiểm tra được sử dụng để phát hiện những thay đổi bất thường trong ruột già (đại tràng) và trực tràng. Phương pháp này giúp chẩn đoán được các bệnh đại tràng cũng như tìm ra được các nguy cơ gây ung thư.

## Quá trình
Trong quá trình nội soi đại tràng, một ống dài linh hoạt (colonoscope) được đưa từ lỗ hậu môn qua toàn bộ đại tràng đến tận manh tràng. Một máy quay phim nhỏ và đèn soi ở đầu của ống, thu được hình ảnh của niêm mạc đại tràng được phóng đại trên màn hình màu có độ nét cao, cho phép các bác sĩ xem bên trong của toàn bộ đại tràng. Nội soi đại tràng có thể phát hiện các thương tổn ở đại tràng, đặc biệt là những tổn thương có khả năng phát triển thành ung thư ở giai đoạn sớm mà phương pháp X-quang hay siêu âm bụng dễ bỏ sót.
Nếu cần thiết, khối u hoặc các loại mô bất thường có thể được cắt bỏ thông qua phạm vi trong quá trình nội soi. Mẫu mô (sinh thiết ) có thể được thực hiện trong nội soi.

## Chẩn đoán
Nên đi khám nội soi đại tràng khi :
- Phần lớn ung thư đại trực tràng xuất hiện ở những người trên 50 tuổi. Chính vì vậy cần tiến hành soi đại tràng cho tất cả mọi người ở lứa tuổi 55, kể cả những người không có triệu chứng. Nếu soi đại tràng hoàn toàn bình thường và không có polyp thì sau mười năm mới phải soi lại.
- Có máu trong phân trên 50 tuổi.
- Những người có tiền sử gia đình: bố mẹ, anh em ruột và con bị ung thư đại trực tràng cần soi đại tràng để sàng lọc ở tuổi 40 hoặc trước 10 năm so với tuổi của người thân bị ung thư đại trực tràng.
- Những người bị viêm loét đại tràng chảy máu hoặc bị bệnh Crohn: cần soi đại tràng hàng năm kể từ năm thứ 8 khi phát hiện bị tổn thương toàn bộ đại tràng hoặc từ năm thứ 12 đối với tổn thương toàn bộ đại tràng trái. Để phát hiện những tổn thương loạn sản.
- Đối với bệnh nhân ung thư đại trực tràng mà trước khi mổ đã được nội soi đại tràng toàn bộ: bệnh nhân cần nội soi lại ở thời điểm 1 năm, 3 năm và 5 năm sau khi được phẫu thuật.

## Chuẩn bị
Trước khi thực hiện nội soi bệnh nhân cần nhịn ăn trước 12 tiếng và sẽ được cho uống một loại thuốc nhuận tràng để rửa sạch đại tràng hầu có thể quan sát hết được những thay đổi của niêm mạc đại tràng.

## Phát hiện
Những thứ có thể phát hiện được trong quá trình nội soi đại tràng:
- Túi thừa
- Bướu
- Viêm
- Lở loét
- Khối u
- Chỗ hẹp
- Chảy máu màng nhầy
- Vật lạ, ký sinh trùng

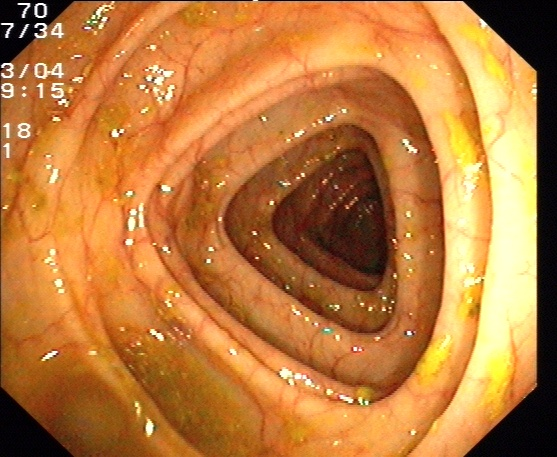
Ruột già bình thường (Colon transversum)
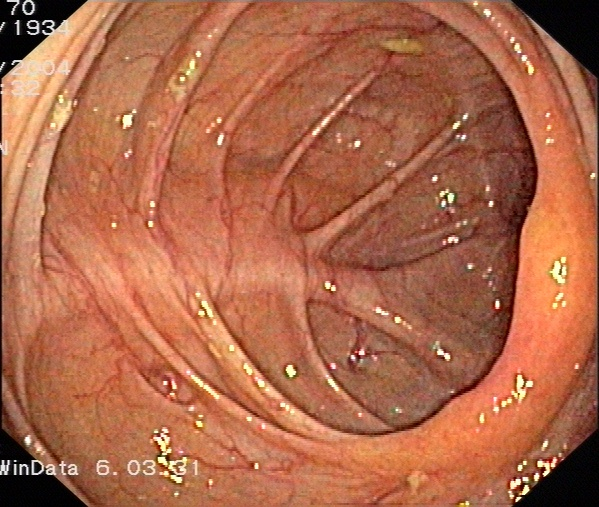
Manh tràng bình thường (Colon ascendens)
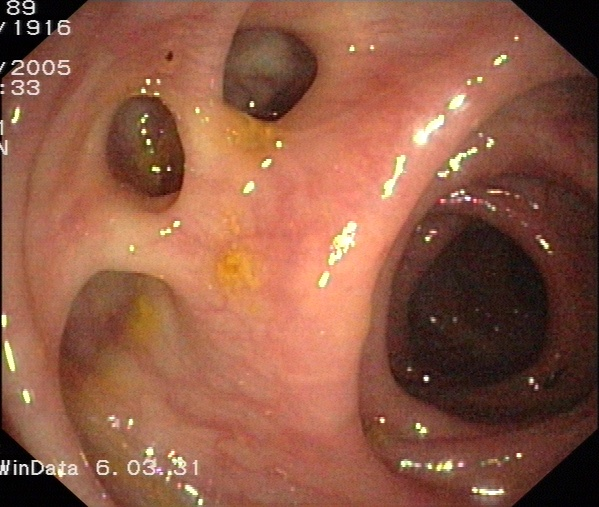
Túi thừa ruột già
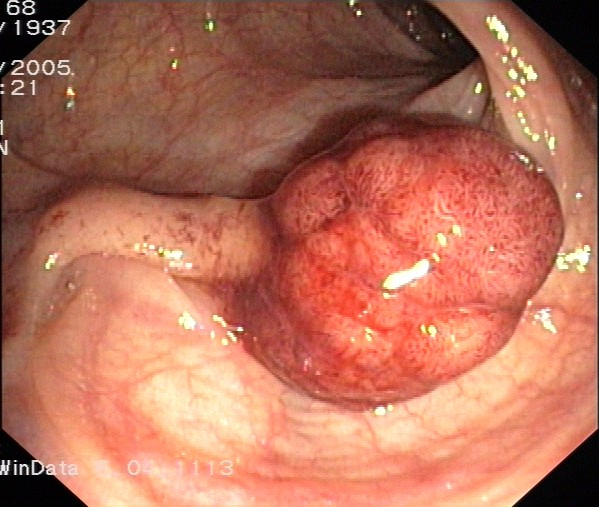
Bướu ruột già
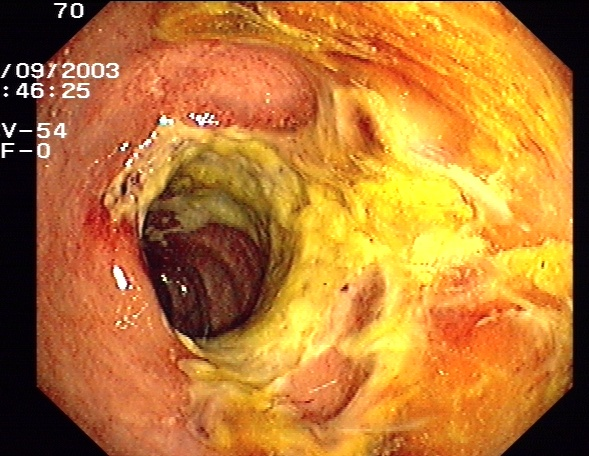
Viêm ruột già
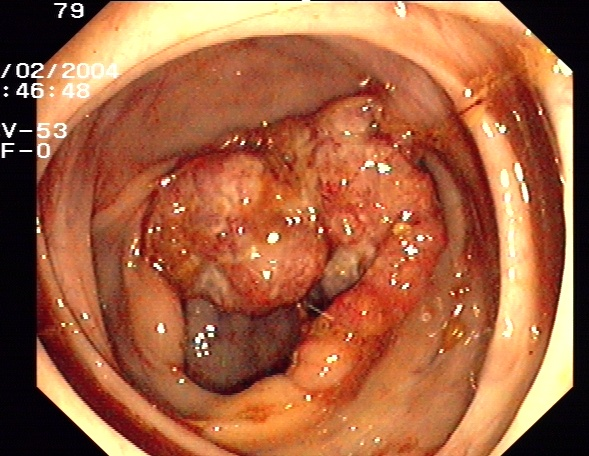
Ung thư ruột già
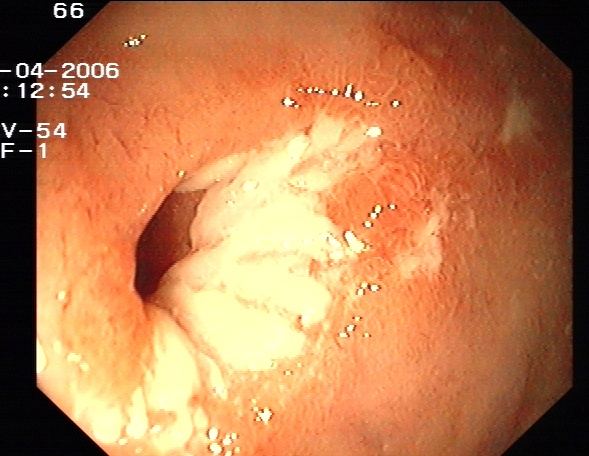
Teo ruột già sưng
Loạn sản mạch trong manh tràng